# Parque marino del mar del Coral
El Parque marino del mar del Coral (anteriormente conocido como Reserva marina de la Commonwealth del mar del Coral ) es un parque marino australiano ubicado en el mar del Coral frente a la costa de Queensland. El parque marino tiene una superficie de 989.836 km2  y se le asigna la categoría IV de la UICN . Es el parque marino más grande de Australia y, junto con el Parque natural del mar del Coral ( en francés: Parc Naturel de la Mer de Corail ) forman el área protegida más grande del mundo. Entre ambos protegen 2,3 millones de km2.
El Parque Marino del Mar del Coral se encuentra directamente adyacente y al este del Parque Marino de la Gran Barrera de Coral .

## Valores

### Especies y hábitat
- Ballenas jorobadas durante su migración anual a lo largo de la costa este de Australia;
- Sitios de anidación e inter-anidación de tortugas verdes ;
- Áreas de reproducción y alimentación para múltiples especies de aves marinas, incluidas cabezones, charranes, piqueros, fragatas y aves tropicales;
- Distribución del tiburón blanco y agrupaciones del tiburón ballena .
- Poblaciones transitorias de especies pelágicas altamente migratorias, incluidos pequeños bancos de peces, peces espada, atunes y tiburones .
- La corriente de Australia Oriental se forma en la región y se considera una vía importante para depredadores que se desplazan como los peces espada y los atunes. El marlin negro o aguja negra (Istiompax indica) se desplaza estacionalmente hacia el área de la meseta de Queensland.[2]

### Biorregiones y otras características.
- Incluye tres características ecológicas clave: los arrecifes, los cayos y los peces herbívoros de la meseta de Queensland y la meseta de Marion y la extensión norte de la cadena submarina de Tasmania .
- Los valores patrimoniales incluyen varios naufragios históricos, incluidos tres naufragios de la Segunda Guerra Mundial de la Batalla del Mar del Coral .
- La reserva representa toda la gama de características del fondo marino que se encuentran en la región, incluidos numerosos arrecifes que van desde Ashmore y Boot Reefs en el norte de la región hasta la isla Cato y los arrecifes circundantes en el sur. La reserva incluye cañones, depresiones y mesetas, incluido el cañón Bligh, aproximadamente a 200 kilómetros de la costa desde el río Lockhart y la depresión de Townsville, que separa las mesetas de Queensland y Marion. La reserva se extiende hasta las aguas más profundas de la cuenca del mar del Coral en el norte y brinda protección a los pináculos de la extensión norte de la cadena de montes submarinos de Tasmania.
- En la reserva están representados seis biorregiones provinciales, 94 rangos de profundidad y 16 tipos de fondos marinos.[3]

## Historia
La Reserva marina de la Commonwealth del mar del Coral fue proclamada en diciembre de 2013 y rebautizada como "Parque Marino" en octubre de 2017.
El plan de gestión original para el Parque marino del mar del Coral se suspendió antes de que entrara en vigor el 1 de julio de 2014. Los planes, que cubren la zonificación y las medidas de protección del parque marino, fueron posteriormente sujetos a revisión como parte de una revisión más amplia de las Reservas Marinas de la Commonwealth anunciada en 2012 .
El 1 de julio de 2018 entró en vigor por primera vez el plan de gestión y las medidas de protección. Según el nuevo plan de gestión, las zonas de 'prohibición de captura' en el parque marino se redujeron en aproximadamente un 53% en comparación con la zonificación propuesta original.

### Antiguas reservas
El Parque marino del mar del Coral abarca la antigua Zona de conservación del mar del Coral, la antigua Reserva natural nacional Coringa-Herald y la antigua Reserva natural nacional Lihou Reef.

## Resumen de zonas de protección
Al Parque Marino del Mar del Coral se le ha asignado la categoría IV de área protegida de la UICN . Sin embargo, dentro del parque marino existen múltiples zonas de protección, cada zona tiene una categoría de la UICN y reglas relacionadas para gestionar actividades para garantizar la protección de los hábitats y especies marinos.